# Sismos glaciares

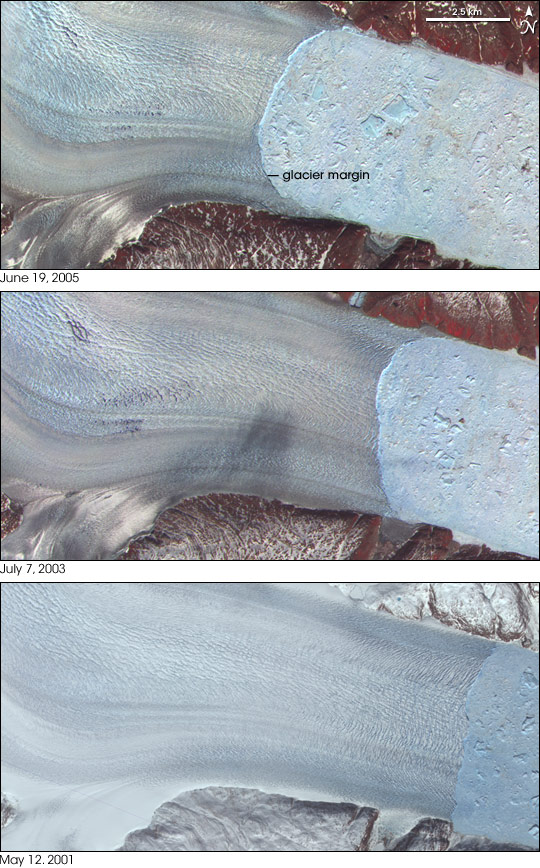
El glaciar Helheim permanece durante investigación científica permanente para estudiar los terremotos glaciares.

Los sismos glaciares son sismos de magnitudes de hasta 5,1 que ocurren en zonas glaciares donde el glaciar se mueve al menos a una velocidad de un kilómetro por año.
El número de terremotos glaciales en Groenlandia muestra un pico cada año en julio, agosto y septiembre, y el número va en aumento con el tiempo. En un estudio con datos de enero de 1993 y hasta octubre de 2005, se detectaron más eventos cada año desde 2002 y el doble de eventos se registraron en 2005 más que en ningún otro año. Este aumento en el número de terremotos glaciales en Groenlandia puede ser una respuesta a calentamiento global.
Las ondas sísmicas también son generadas por la corriente de hielo de Whillans, un río grande y de rápido movimiento que brota desde la capa de hielo de la Antártida Occidental hasta la plataforma de hielo de Ross. Dos ráfagas de ondas sísmicas se liberan cada día, liberando una energía equivalente a un terremoto de magnitud 7 y están aparentemente relacionados con la acción de las mareas del mar de Ross. Durante cada evento un área de 96 kilómetros por 193 kilómetros de la región del glaciar se mueve unos 0,67 metros a lo largo de unos 25 minutos, permanece inmóvil durante 12 horas, luego se mueve otro medio metro. 
Las ondas sísmicas se registran en los sismógrafos alrededor de la Antártida, y hasta lugares tan lejanos como Australia, una distancia de más de 6400 kilómetros. Debido a que el movimiento se lleva a cabo en un largo período de tiempo (de 10 a 25 minutos), no se puede sentir dicho movimiento. No se sabe si estos eventos están relacionados con el calentamiento global.